# Neorenaixement
El neorenaixement és un estil artístic del segle xix inspirat en l'art del renaixement, que al seu torn era un retorn a les formes clàssiques de l'època grecoromàna i desenvolupat durant el segle xiv al xvii, com a reacció contre l'art gòtic. S'inscriu al moviment general de l'historicisme: neogòtic, neobarroc, neoclassicisme.
Com el neoclassicisme s'inspira de formes de l'antiguitat clàssica i de vegades la frontera entre ambdós estils és fluïda. En una època inclina a l'eclecticisme també s'hi poden incorporen elements gòtics o d'altres estils. Menys monumental que el neoclassicisme, era l'estil preferit per a l'arquitectura domèstica, com s'hi podia integrar més fàcilment noves technologies i materials, i fer habitatges més confortables. Segons Peter Collins: «quantitavament el neorenaixement fou l'historicisme més important del segle xix». A Espanya, en l'arquitectura dels primers anys de postguerra a mitjan segle xx va conèixer un rebrot. En una reacció contra el funcionalisme exagerat, des dels anys 1970 l'arquitectura postmoderna altra vegada es va inspirar en vocabulari arquitectònic clàssic i «neo-neorenaixentista».
El retorn a elements estilístics renaixentistes també es va manifestar en el mobiliari, la pintura i la poesia. Pujada per la demanda, la Casa Busquets de Barcelona per exemple va realitzar molts menjadors en estil historicista. L'elegància sòbria del renaixement convenia a l'esperit del temps d'una burgesia que volia un estètica sense l'exuberància del barroc o dels estils reials francesos. Els valors (neo)renaixentistes d'ordre, mesura, harmonia, interès per les coses senzilles, quotidianes i l'ironia van continuar en el noucentisme. Un exemple literari formen els sonets d'Alfons Maseras i Galtés amb un to medievalitzant i neorenaixentista. Les pintures murals de l'interior de la catedral de Vic, encarregades l'any 1907 a Josep Maria Sert i Badia representaven passatges bíblics amb una clara inspiració neorenaixentista, així com l'interior del Gran Teatre del Liceu. En la música es pot citar El Retablo de Maese Pedro o el Concert per clavecí de Manuel de Falla o les tres suites d'Àries i Danses Antigues d'Ottorino Respighi.
Exemples

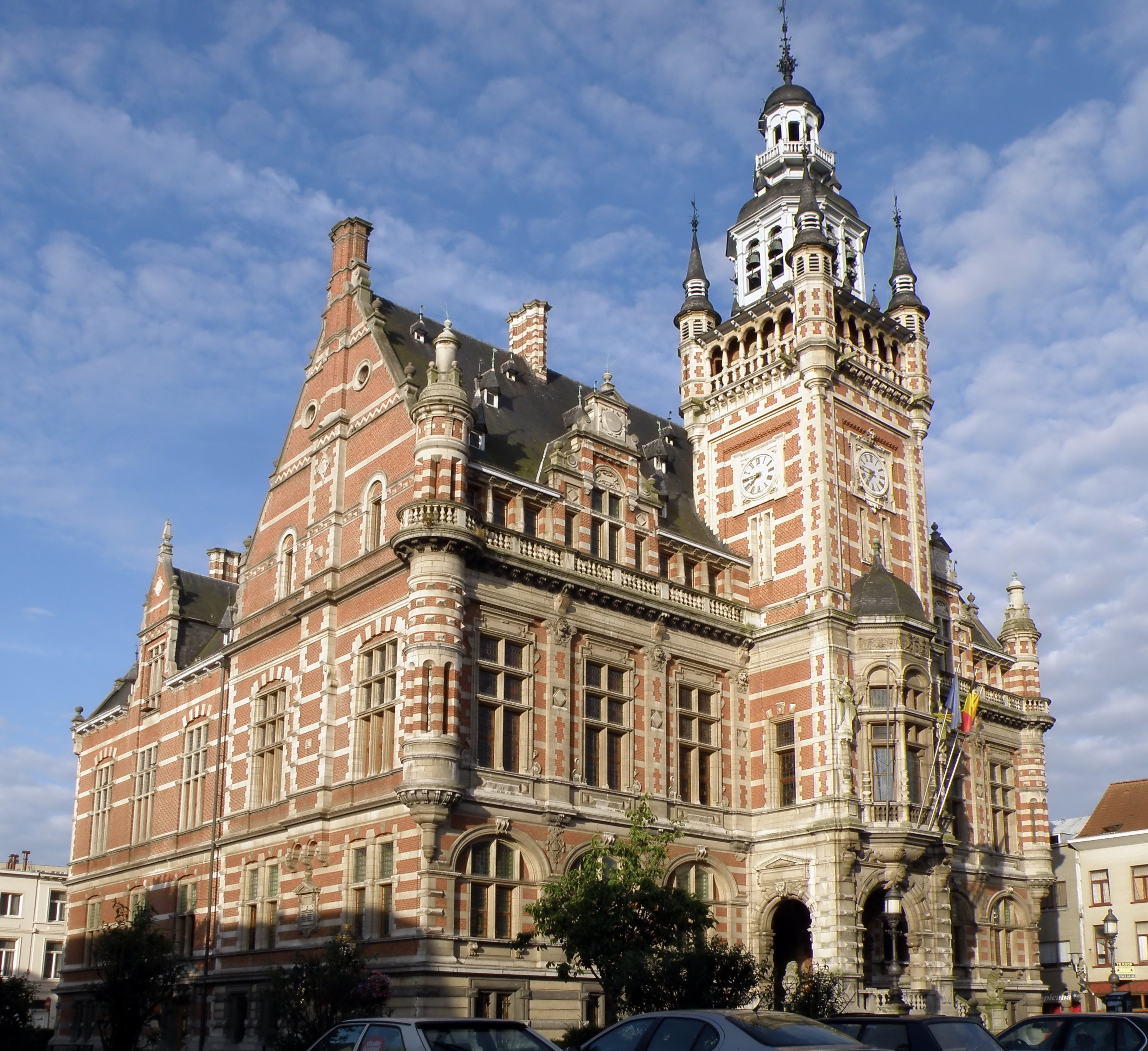
Ajuntament de Borgerhout (Anvers), 1886-1889 Arquitectes:Leonard i Henri Blomme
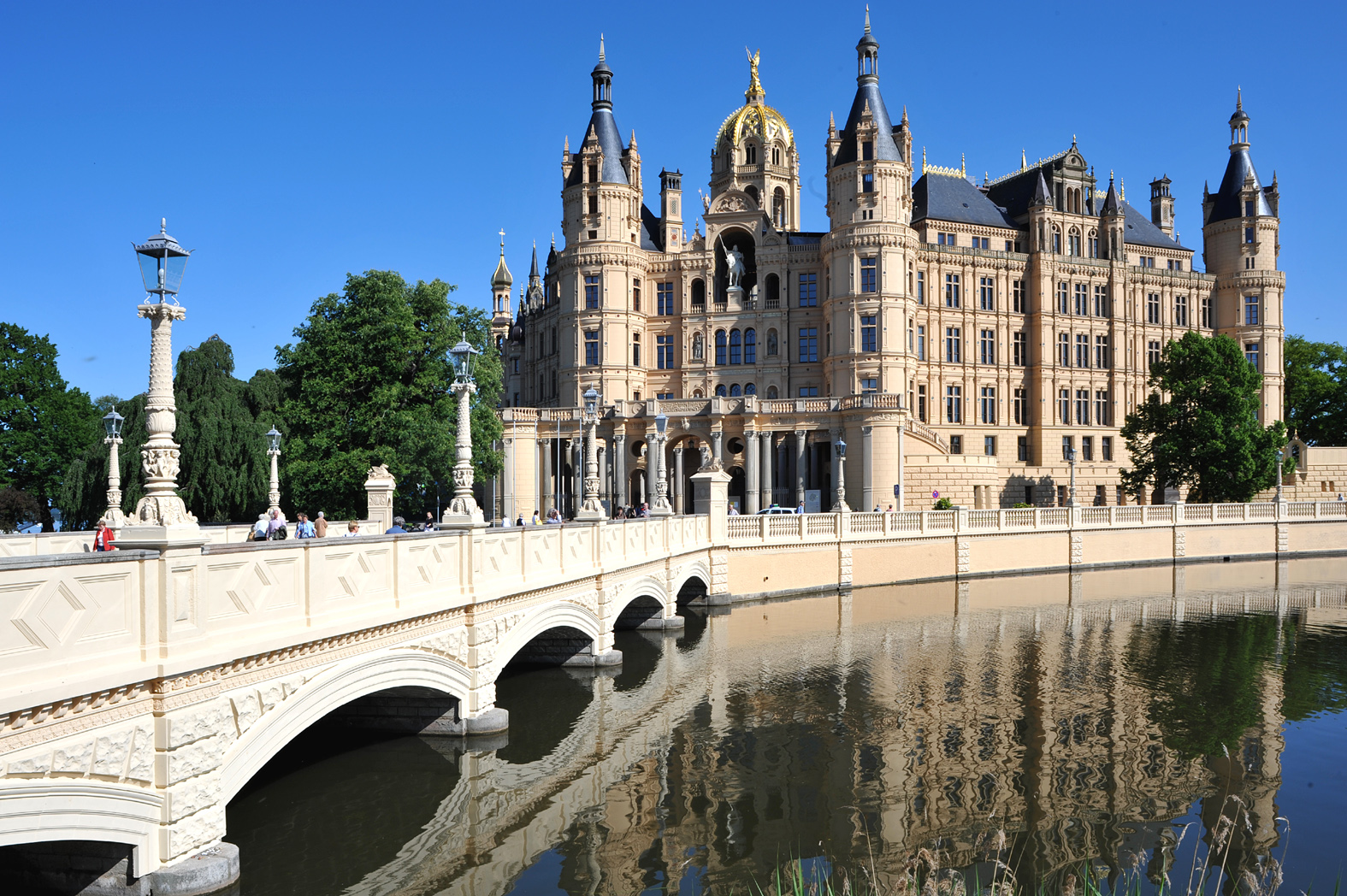
Castell de Schwerin (1850-1857) Arquitectes:Georg Adolf Demmler & Friedrich August Stüler
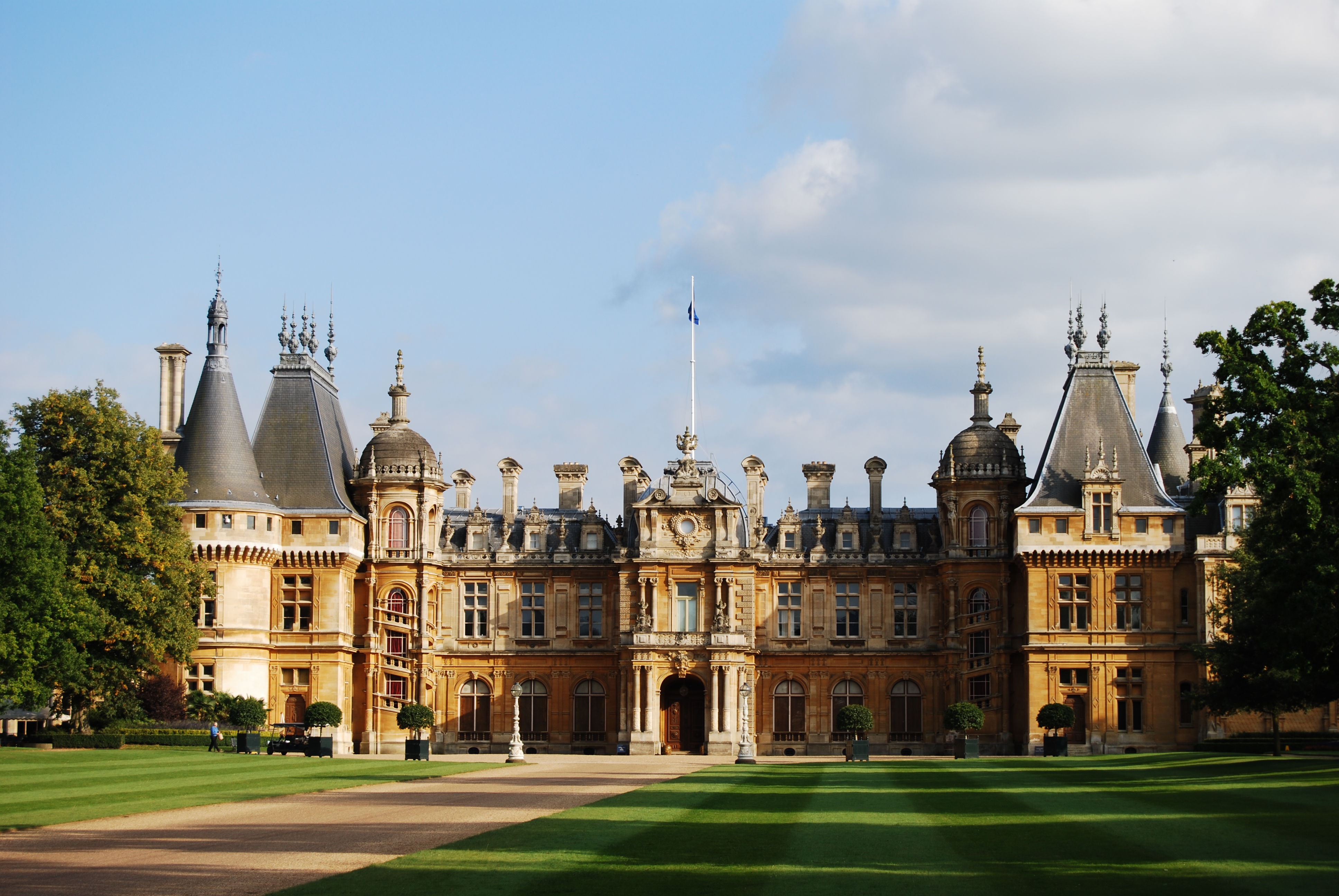
Waddesdon Manor (1874-1889) Arquitecte:Hippolyte Destailleur
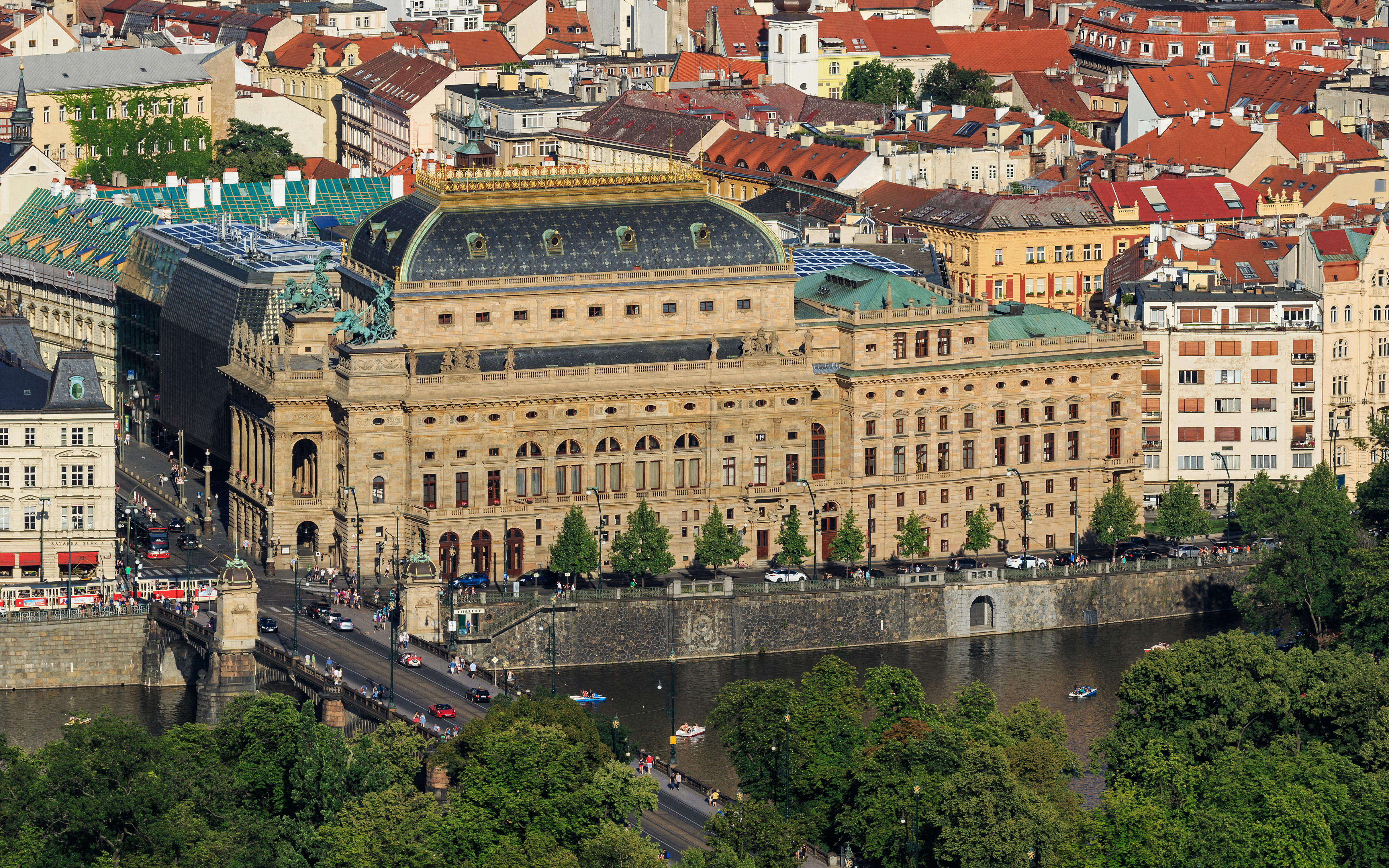
Teatre Nacional de Praga (1865–1881) Arquitectes: Josef Zítek i Josef Schulz

A Catalunya

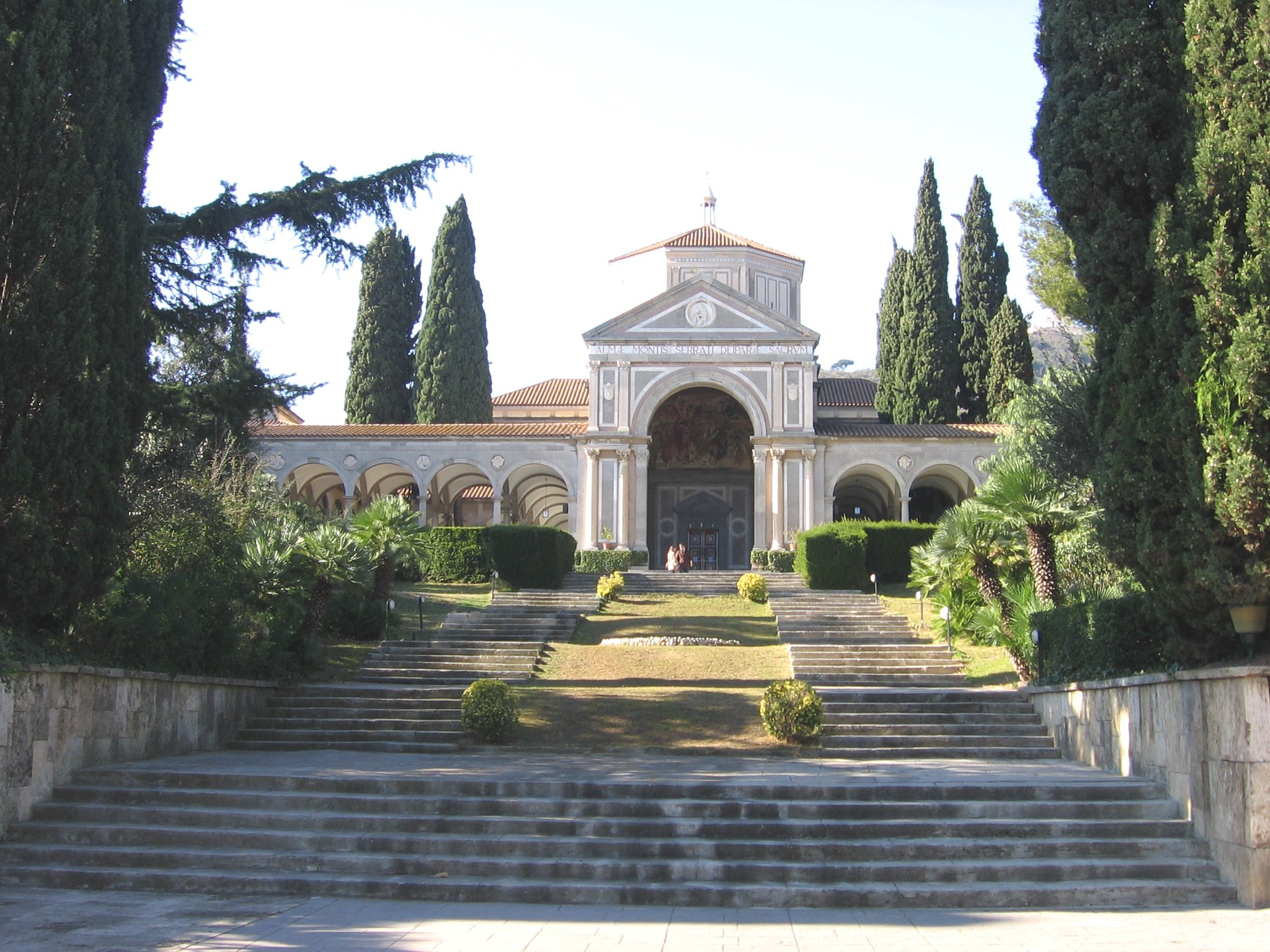
Església de Santa Maria Reina (1922-1936) Arquitecte: Nicolau Maria Rubió i Tudurí
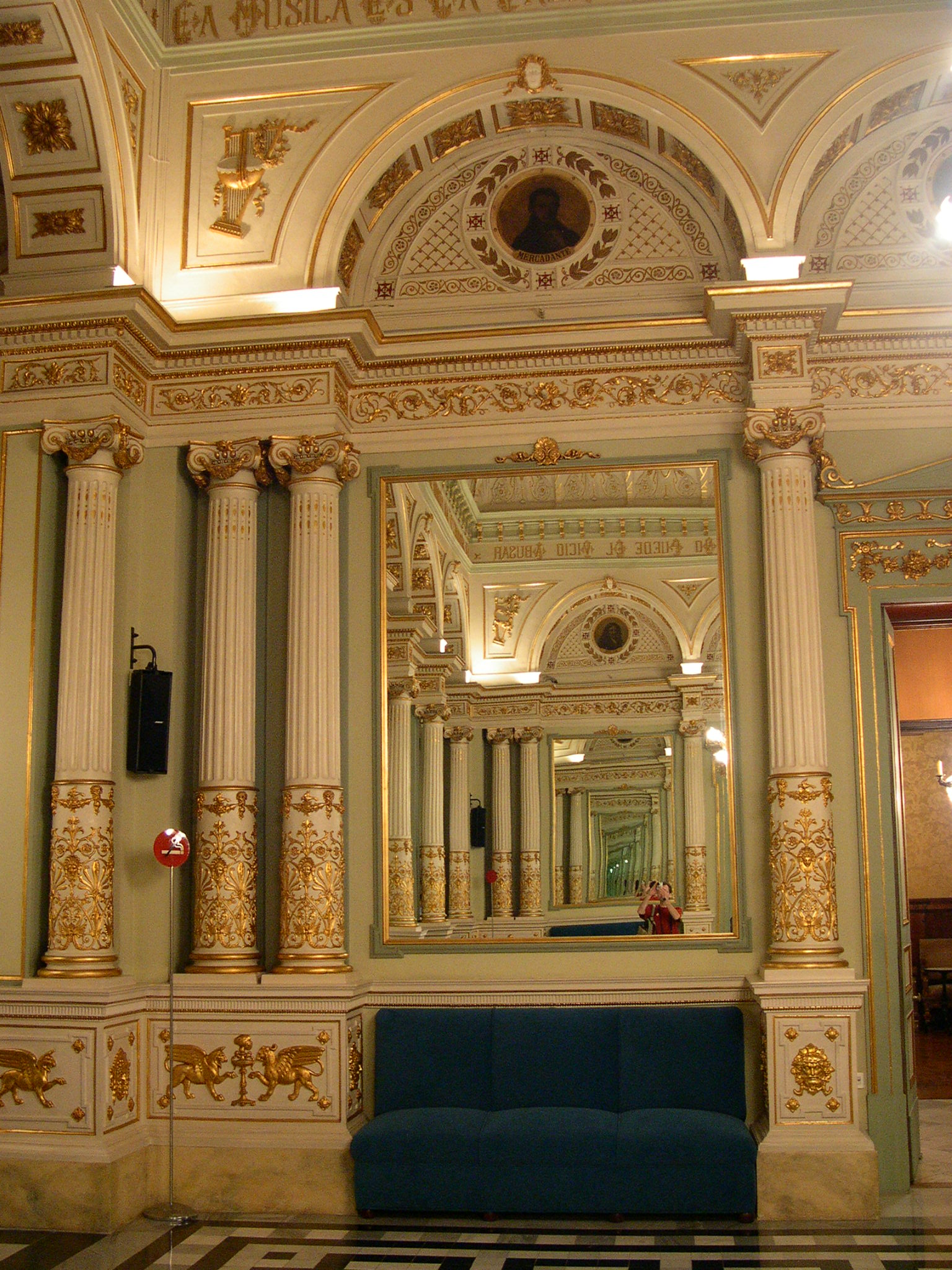
Interior del Liceu: Sala dels Miralls (detall)
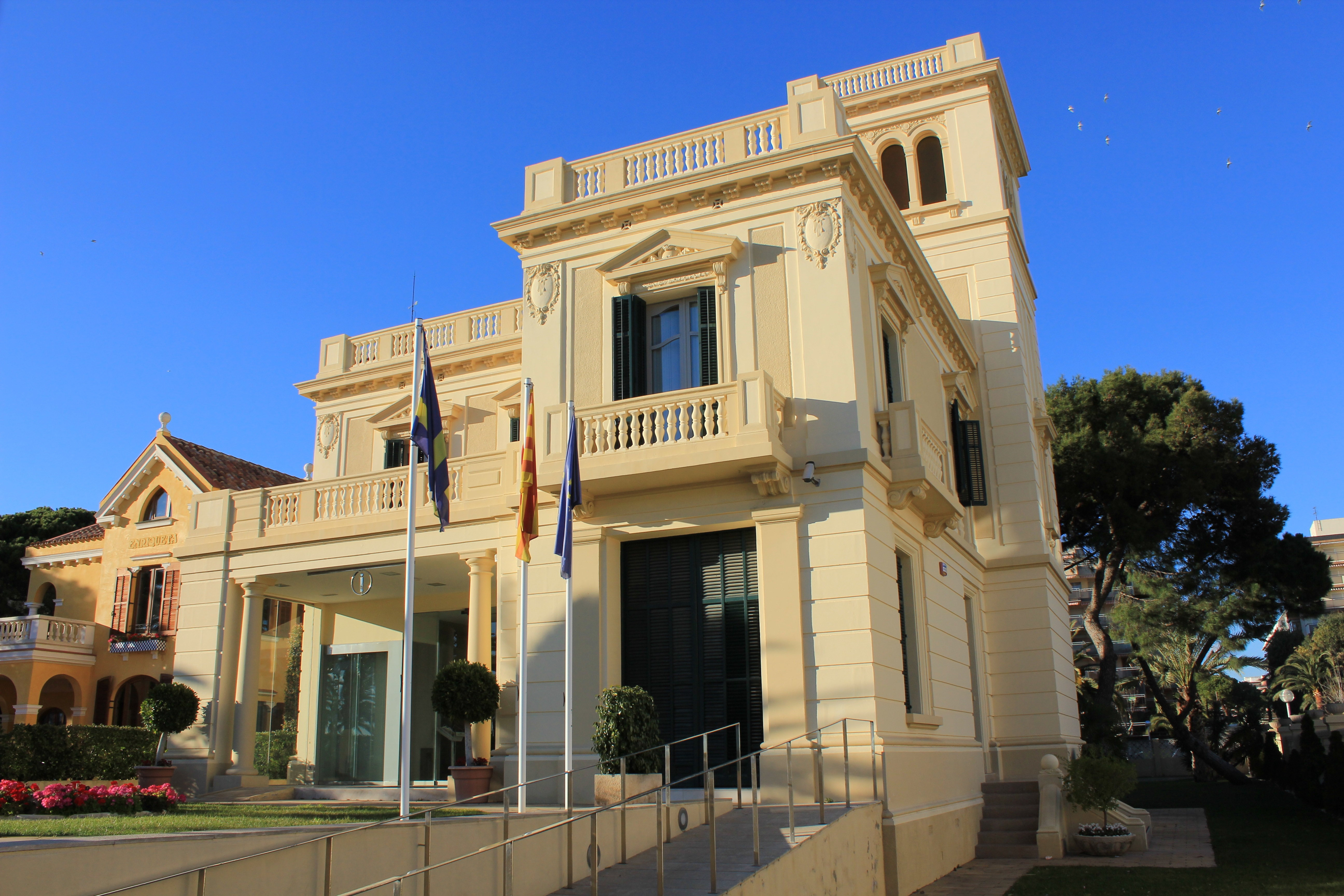
Casa Torremar (Salou) Arquitecte: Josep Simó i Bofarull